# Len Picota
Lenin Alberto Picota (nacido el 23 de julio de 1966 en Panamá) es un ex lanzador de béisbol profesional y Mánager panameño con nacionalidad nicaragüense, Jugó dos temporadas en la Organización de Béisbol de Corea para los Hanwha Eagles en 2002-2003, desde el año 2016 juega en el beisbol profesional de Nicaragua donde actualmente es mánager del equipo Tigres de Chinandega.

## Carrera
Picota—un 6 pies 1 pulgada (1,9 m), 185 libras (83,9 kg) derecho: era un prospecto de lanzador abridor en el sistema agrícola de los St. Louis Cardinals que llegó a AAA pero nunca llegó a las mayores. Fue contratado como agente libre el 18 de diciembre de 1983. Quizás su mejor temporada en las menores fue 1986, con los Savannah Cardinals. Ese año, tuvo marca de 6-2 con efectividad de 2.00 en 85 entradas. Aunque dio 67 boletos y ponchó solo a 45, el hecho de que permitió solo 55 hits se atribuyó a su éxito.1988 también fue una buena temporada para él. Con los Cardenales de San Petersburgo, tuvo marca de 11-10 con efectividad de 2.89 en 143 entradas. Sólo permitió 130 hits ese año, pero sólo ponchó a 65 bateadores. Al parecer, no era un lanzador ponchador. En 2006 Picota representó a Panamá en el Clásico Mundial de Béisbol. Ha jugado mucho en el fútbol internacional, ya sea en Corea, México o Taipei Chino. También ha jugado béisbol independiente con Nashua Pride. En 2007, lanzó tres entradas en los Juegos Panamericanos, ponchando a dos bateadores y permitiendo dos carreras. Picota fue contratado por los Expos de Montreal en un momento de su carrera después de jugar en el extranjero durante siete años. Fue puesto en libertad antes del día inaugural. Picota fue anunciado como mánager de los Saraperos de Saltillo de la Liga Mexicana de Béisbol para la temporada 2017-18.
Destacó en la liga profesional de Nicaragua en el año 2005 con los tigres de Chinandega en donde lanzó un juego sin hit ni Carreras en la final contra los Leones de León, Fue llamado para ser mánager de los tigres de Chinandega, para la temporada 2016-2017 coronándose campeón en esa temporada y en la temporada siguiente 2017-2018.